# Икерминде
Икерминде (њем. Ueckermünde) град је у њемачкој савезној држави Мекленбург-Западна Померанија. Једно је од 54 општинска средишта округа Икер-Рандов. Према процјени из 2010. у граду је живјело 10.210 становника. Посједује регионалну шифру (AGS) 13062059.

## Географски и демографски подаци
Икерминде се налази у савезној држави Мекленбург-Западна Померанија у округу Икер-Рандов. Град се налази на надморској висини од 5 метара. Површина општине износи 84,7 km². У самом граду је, према процјени из 2010. године, живјело 10.210 становника. Просјечна густина становништва износи 121 становника/km².

## Међународна сарадња
| Мјесто      | Држава | Врста сарадње | Од    |
| ----------- | ------ | ------------- | ----- |
| Нове Варпно | Пољска | партнерство   | 2000. |
| Извор       |        |               |       |